# PT Aquilae
PT Aquilae är en eruptiv variabel av RCB-typ (RCB) i stjärnbilden Örnen. 
Stjärnan har magnitud +13,5 och når i förmörkelsefasen ner till +16,0. 